# Mariem Ymur
Mariem Ymur (29 de septiembre de 2004) es una deportista tunecina que compite en judo. Ganó dos medallas en los Juegos Panafricanos de 2023, oro en equipo mixto y bronce en –57 kg.

## Palmarés internacional
| Juegos Panafricanos | Juegos Panafricanos | Juegos Panafricanos | Juegos Panafricanos |
| Año                 | Lugar               | Medalla             | Categoría           |
| ------------------- | ------------------- | ------------------- | ------------------- |
| 2023                | Acra (Ghana)        | Medalla de oro      | Equipo mixto        |
| 2023                | Acra (Ghana)        | Medalla de bronce   | –57 kg              |